# Коренець Денис Васильович
Дени́с Корене́ць  (*3 квітня 1875, с. Розвадів — † 6 березня 1946, Мюнхен) — український педагог, історик, географ, організатор фахового економічного шкільництва, активний діяч кооперативного руху в Галичині.

## Біографія
Денис Коренець народився 3 квітня 1875 року в с. Розвадів, біля Миколаєва. Від батька — Василя Коренця — вчителя народної школи, Денис успадкував працьовитість, точність, відповідальність і велике захоплення до науки. Після закінчення чотирикласної школи Денис вступив до Стрийської гімназії, у якій належав до кращих учнів.

### Студентські роки
Ще в гімназійні роки Д. Коренець захоплювався історією і тому після складання випускних іспитів подався у 1893 р. до Львівського університету на філософський факультет. Вивчав історію, географію, українську мову і літературу у відомих вчених — М. Грушевського, І. Шараневича, В. Дембінського, А. Ремана. Належав до кращих студентів М. Грушевського, про яких останній писав у своїй автобіографії: «…з мого семінара повиходило чимало людей, які полишили деякий, а часом і дуже значний слід в науковій роботі, а деякі роблять науково і далі, не зважаючи на тяжкі обставини (ідучи в хронологічному порядку були то: О. Терлецький, Д. Коренець, М. Кордуба та ін.)».

### Родичі
Його дружиною була Ольга Коренець (Добрянська) — громадська діячка і письменниця. Він мав старшого брата Олександра — священика, автора «Молитвенника для жовнірів українців-католиків», сестру Софію — випускниця Музичної Академії у Відні, оперна співачка, яка пропагувала українські пісні як в рідному краї, так і за кордоном у Познані, Відні, Римі.

### Наукова праця
Першою науковою розвідкою Дениса Коренця була праця «Зносини гетьмана Івана Виговського з Польщею в роках 1657-58» (Записки НТШ, т.38, 1900), в якій він на основі найновіших джерел показує події в Україні від смерті Б. Хмельницького і вибору І. Виговського гетьманом України до часу підписання угоди в Гадячі. Документально доводить, що Москва від Переяславської Ради постійно обмежувала права самостійної козацької держави, втручалася у внутрішні справи України. У другій історичній розвідці — «Повстання Мартина Пушкаря» Д. Коренець розкриває причини внутрішнього розпаду України після смерті Б. Хмельницького. Праця була надрукована в 1906 р. в «Ювілейному збірнику», який видали учні М. Грушевського з нагоди 10-річчя його наукової і педагогічної діяльності у Львові. Перебуваючи в евакуації, під час зайняття Львова російськими військами, у Відні, в 1915 р. Д. Коренець написав науково-популярний «Нарис історії України», який вийшов окремою книгою з додатком географічних карт і користувався великою популярністю серед читачів, особливо учнів і студентів.
Сприятливе довкілля батьківської оселі з національними традиціями та середовище професорів Стрийської гімназії, свідомих високої національно-культурної місії; активне студентське життя у Львівському університеті, участь у наукових семінарах під керівництвом М. Грушевського вплинули на формування світогляду Д. Коренця і викликали потребу молодого науковця працювати для рідного народу. Після закінчення університету в 1897 р. Денис Коренець обирає працю вчителя історії і географії, виховника молоді.

## Педагогічна і культурно-освітня діяльність
Педагогічна і культурно-освітня діяльність Д. Коренця припадає на сприятливий період національно-культурного відродження українців за Австро-Угорщини, а також часи діяльності рідної школи у складних умовах польської, згодом більшовицької та німецько-фашистської окупації.
На початку ХХ ст. становище в національній освіті було непростим: урядова політика була спрямована на полонізацію українського шкільництва шляхом розширення мережі польських та двомовних шкіл і закриття українських, переслідування та звільнення з посад вчителів-українців. У цей період Денис Коренець працює вчителем у гімназіях Перемишля, Коросна, у філії Львівської академічної гімназії. Учні з любов'ю і пошаною ставилися до свого вчителя. Володіючи ґрунтовними знаннями світової та вітчизняної історії, Д. Коренець у викладацькій практиці використовував надбання європейської педагогічної думки щодо побудови навчально-виховного процесу на засадах співпраці і співтворчості з учнями. Будучи талановитим педагогом, науковцем-істориком і географом, Д. Коренець мотивував учням потребу ґрунтовного вивчення предмету. Він підкреслював: «ми замало знаємо і ще менше цінуємо свою історію та батьківську землю, а через те в останніх століттях ми так і не спромоглися на гідну оборону нашої землі та історії перед ворогом. Молодому поколінню варто ґрунтовно пізнати свою історію, більше полюбити рідну землю, осягнуте знання та любов прищепити іншим, тоді ми зможемо стати вільними господарями своєї землі». Ці думки Д. Коренця як педагога і патріота є актуальними і сьогодні не тільки для шкільного навчально-виховного процесу, а й для усвідомлення всією спільнотою України, кому небайдужа доля нашої державності.

## Участь у кооперативному русі
Захопившись рухом громадсько-економічного будівництва, яке почав у Перемишлі Т. Кормош, а на Стрийщині — Є. Олесницький, Д. Коренець під їх впливом стає також практичним кооператором, відчувши у цьому велику суспільну потребу для поступу нації, проаналізувавши історичний процес розвитку європейських народів. Шлях організатора кооперативного руху в Галичині розпочинає директором «Спілки для господарства і торгівлі» (1900 р.), яка стала першою у розвитку сільськогосподарської кооперації регіону. Д. Корінець проводив велику роботу для популяризації ідей кооперації: брав участь в організації сільськогосподарських віче, їздив у села з лекціями і бесідами про культуру господарювання, виступав з статтями в українських часописах.
Після об'єднання торговельного відділу «Сільського господаря» із «Спілкою для господарства і торгівлі» у «Крайовий Союз Господарсько-Торговельних Спілок» (1911 р.) Д. Коренця обрали урядуючим директором. Новий союз став центром молодої сільськогосподарської кооперації в Галичині. Денис Коренець, не перериваючи своєї головної педагогічної праці в гімназії і Торговельній школі, був членом управи цієї кооперативної централі, потім — головою Ради Центросоюзу. Він вивчає особливості, досвід і досягнення кооперації в різних країнах Європи.
Так, подорожуючи, у липні 1914 р. він побував у Бельгії, де вивчав досвід з розвитку споживчої кооперації. Найбільше його зацікавила специфіка сільськогосподарської кооперації в Данії, що відрізнялася передусім сприятливим характером господарства країни, її спеціалізацію на експорт м'ясних та молочних продуктів, розвинутим хліборобством, а тому могла стати зразком для української сільськогосподарської кооперації.

### Відкриття власної школи

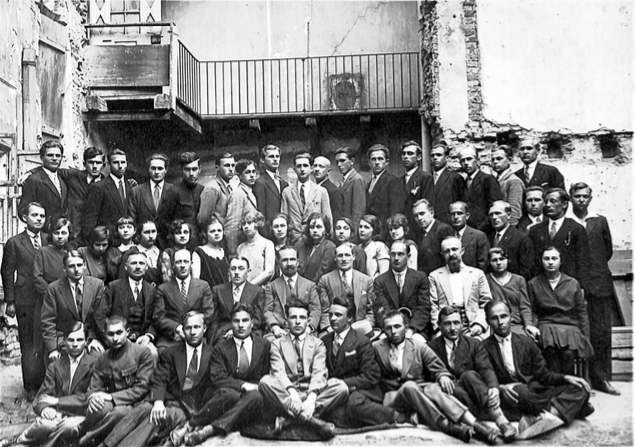
Викладачі й студенти торговельної школи у Львові, 1929 р. Посередині — директор Денис Коренець.

Розуміючи значення кооперації, комерції, підприємництва для господарського життя народу в тогочасному світі, приступив до побудови українського професійного шкільництва цього профілю. Він, з 1917 р., будучи директором Торговельної Школи товариства «Просвіта» у Львові, реорганізував її (1924 р.) у середню школу, насичуючи навчальні плани більшою кількістю та ґрунтовнішим вивченням навчальних предметів, які були б потрібні випускникам у майбутній практичній діяльності, запровадив випускні іспити, проходження практики і працевлаштування.
При школі створив Однорічний курс для абітурієнтів (1920 р.) і Вищий Кооперативний курс як єдиний навчально-виробничий комплекс з підготовки спеціалістів для українських економічно- господарських інституцій. За взірцем вищої школи проводились заняття семінари, кожних три місяці курсанти складали колоквіум з усіх предметів, а наприкінці курсу — головний іспит при комісії. Вони спеціалізувалися у трьох напрямках (господарсько-споживчому, кредитовому, молочарному), проходили обов'язкову практику в кооперативах.
В позаурочний час молодь самостійно вела шкільний кооператив «Чайка», що був практичною школою кооперації і громадського життя. Гурток «Молоді Кооператори» об'єднував найбільш зацікавлених кооперативними справами учнів школи.
В школі працювали спортивно-краєзнавчий гурток «Стрибог», антиалкогольний «Відродження». Д. Коренець активно цікавиться життям і працею «Лугів», «Січей», «Плаю», виступає на з'їздах «Сокола-Батька», приділяє увагу кооперативному вихованню молоді в українських приватних гімназіях. Особливо цікавиться досвідом культурно-просвітницької роботи Міжнародного Кооперативного Союзу, бере участь у конференції «Міжнародне кооперативне виховання, його мета і методи» у Нордофі (Швейцарія).
Досягнення здібного педагога і організатора занепокоїли польську владу і він був змушений в 1935 р. відмовитись від директорства, щоб зберегти школу від закриття.

### Діяльність в період німецької окупації
В період німецької окупації продовжував закликати в українській загальній і кооперативній пресі — в «Ділі», «Новому Часі», «Кооперативній Республіці», — до розбудови фахово-економічних шкіл, вказував на їх необхідність і користь з них, на способи їх організації, програми. А також писав економічні статті-огляди, які стали першоджерелами до вивчення української кооперації в Галичині. На еміграції у Німеччині Д. Коренець почав писати спогади, щоб «спричинитися до вірного відображення доби, в якій жив і дещо робив». Однак смерть не дозволила здійснити до кінця його наміри.